# Requiem (Mozart)
Réquiem em ré menor (K. 626) é uma missa fúnebre composta por Wolfgang Amadeus Mozart em 1791. A obra foi encomendada pelo conde Franz von Walsegg, mas não pôde ser concluída pelo compositor em razão de sua morte no mesmo ano. Posteriormente, foi completada por seus amigos e discípulos: Franz Xaver Süßmayr, Joseph Leopold Eybler e, possivelmente, Franz Jacob Freystädtler.
Essa obra também se destaca pelo enorme número de versões e revisões feitas à versão de Süßmayr desde o século XX.

## História
Em 14 de fevereiro de 1791, Anna Walsegg, esposa do conde Franz von Walsegg faleceu aos 20 anos. Em julho do mesmo ano, um mensageiro desconhecido (possivelmente Franz Anton Leitgeb ou Johann Nepomuk Sortschan) chegou à residência de Mozart, enviado por Walsegg. O conde desejava uma missa de réquiem em memória de sua esposa, com a intenção de apresentar a obra  como sendo de sua própria autoria, motivo pelo qual manteve o anonimato. Recusando-se a se identificar, o mensageiro deixa Mozart encarregado da composição de um réquiem em ré menor, adiantando-lhe 25 ducados e informando que retornaria em um mês para entregar a segunda metade do pagamento.
Pouco tempo depois, Mozart foi chamado para Praga para compor a ópera A clemência de Tito, encomendada para celebrar a coroação de Leopoldo II. Ele viajou acompanhado de sua esposa, Constanze, integrando uma comitiva de compositores liderada por Antonio Salieri. Ao embarcar na carruagem rumo à cidade, o misterioso mensageiro reapareceu para cobrar o andamento da encomenda. Mozart prometeu que a completaria assim que voltasse de sua viagem, acrescentando que havia ficado se interessado ainda mais pela composição da missa.

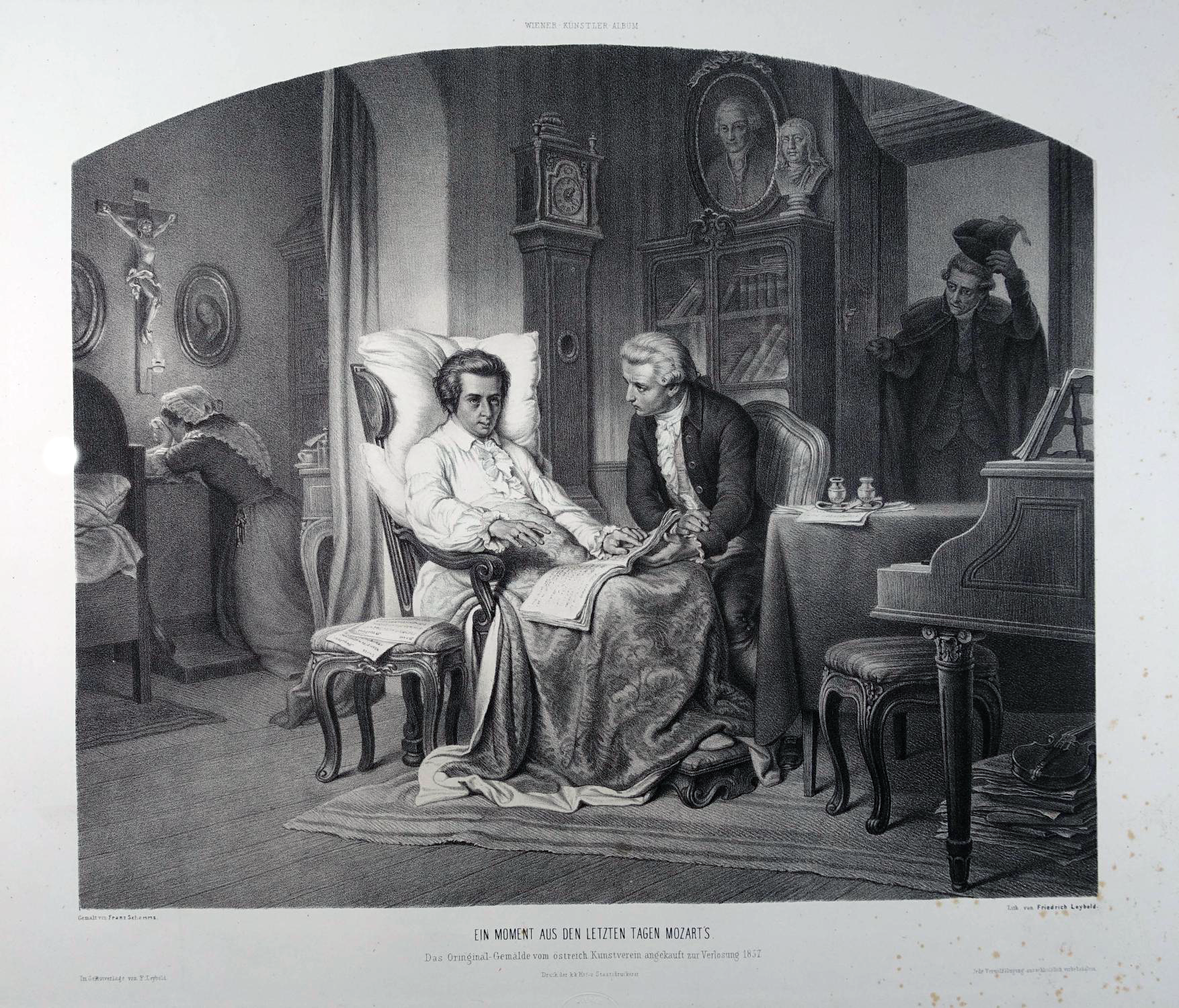
"Momento dos Últimos Dias de Mozart", litografia de 1857 de Eduard Friedrich Leybold. A obra representa Wolfgang Mozart com a partitura no colo, transmitindo suas últimas instruções a Franz Xaver Süssmayr; Constanze Mozart, ajoelhada ao fundo e em oração; e um mensageiro se retirando pela porta principal.

Mozart conseguiu terminar apenas poucas partes do Réquiem antes da sua morte. Ele orquestrou integralmente o Requiem Aethernam, deixou um esboço detalhado da Kyrie, além de trechos instrumentais, coro e baixo cifrado da Sequentia até o Lacrimosa, que contém apenas 8 compassos. Também registrou todas as vozes e baixos cifrados do Domine Jesu e da Hostias. Além disso, esboçou uma fuga Amen e outras passagens musicais, cujos manuscritos foram posteriormente perdidos.
Cinco dias após sua morte, em 10 de dezembro de 1791, o Introitus foi executado em um serviço memorial em sua homenagem na Igreja de São Miguel, em Vienna. A orquestração foi quase totalmente completada por Franz Jacob Freystädtler, que acrescentou as partes de madeiras, cordas e trombones. Posteriormente, Franz Xaver Süßmayr adicionou tímpanos e trompetes. No entanto, a participação de Freystädtler não é consensual, sendo sendo objeto de discussões entre diversos historiadores e musicólogos.
Em 21 de dezembro de 1791, Constanze Mozart encarregou o jovem Joseph Eybler de concluir o Réquiem. A decisão foi motivada pelas consideráveis dívidas deixadas por Mozart, que levaram sua esposa a buscar o pagamento do valor restante da encomenda. Eybler trabalhou na orquestração da obra, completando todas as partes dos instrumentos de cordas da Sequentia, além da instrumentação do Dies Irae e do Confutatis. Também acrescentou dois compassos à linha do soprano no Lacrimosa. No entanto, por razões desconhecidas, ele desistiu da tarefa.
Utilizando  a orquestração e completou as seções inacabadas, incluindo o restante do Lacrimosa, além de compor integralmente o Sanctus, o Benedictus e o Agnus Dei. Requiem Aeternam na Lux Aeterna e o Kyrie no Cum Sanctis Tuis, garantindo uma estrutura musical coesa.
Diante da dificuldade em encontrar um compositor disposto a finalizar a obra, Constanze recorreu a Franz Xaver Süßmayr. Utilizando os esboços deixados por Mozart, Süßmayr concluiu a orquestração e completou as seções inacabadas, como o Lacrimosa, além de compor integralmente o Sanctus, Benedictus e Agnus Dei. Para encerrar a obra, repetiu o Requiem Aethernam na Lux Aetherna e o Kyrie no Cum Sanctis Tuis.

## Estrutura
| Seção                | Título                      | Tempo (Mozart)    | Tempo (Süßmayr)  | Tonalidade           | Compasso |
| -------------------- | --------------------------- | ----------------- | ---------------- | -------------------- | -------- |
| Introit              | Requiem Aethernam           | Adagio            | Adagio           | Ré Menor             | 4/4      |
| Introit              | Kyrie                       | Allegro           | Allegro          | Ré Menor             | 4/4      |
| Sequentia            | Dies Irae                   | Allegro assai     | Allegro assai    | Ré Menor             | 4/4      |
| Sequentia            | Tuba Mirum                  | Andante (Eybler?) | Andante          | Si♭ Maior            | 2/2      |
| Sequentia            | Rex Tremendae               | –                 | –                | Sol Menor            | 4/4      |
| Sequentia            | Recordare                   | –                 | –                | Fá Maior             | 3/4      |
| Sequentia            | Confutatis                  | Andante (Eybler?) | Andante          | Lá Menor             | 4/4      |
| Sequentia            | Lacrimosa                   | –                 | –                | Ré Menor             | 12/8     |
| Offertorium          | Domine Jesu                 | –                 | Andante con moto | Sol Menor            | 4/4      |
| Offertorium          | Quam olim Abrahae           | –                 | –                | Sol Menor            | 4/4      |
| Offertorium          | Hostias                     | –                 | Andante          | Mi♭ Maior            | 4/4      |
| Offertorium          | Quam olim Abrahae (da capo) | –                 | Andante con moto | Sol Menor            | 4/4      |
| Sanctus              | Sanctus                     | –                 | Adagio           | Ré Maior             | 4/4      |
| Sanctus              | Hosanna                     | –                 | Allegro          | Ré Maior             | 3/4      |
| Sanctus              | Benedictus                  | –                 | Andante          | Si♭ Maior            | 4/4      |
| Sanctus              | Hosanna (da capo)           | –                 | Allegro          | Si♭ Maior            | 3/4      |
| Agnus Dei & Communio | Agnus Dei                   | –                 | –                | Ré Menor             | 3/4      |
| Agnus Dei & Communio | Lux Aetherna                | –                 | Adagio           | Si♭ Maior - Ré Menor | 4/4      |
| Agnus Dei & Communio | Cum sanctis tuis            | –                 | Allegro          | Si♭ Maior - Ré Menor | 4/4      |

## Letra

### Introitus
| Movimento         | Letra | Tradução |
| ----------------- | --- | --- |
| Requiem Aethernam | Requiem aeternam dona eis, Domine, et lux perpetua luceat eis. Te decet hymnus, Deus, in Sion, et tibi reddetur votum in Jerusalem: exaudi orationem meam, ad te omnis caro veniet. Requiem aeternam dona eis, Domine, et lux perpetua luceat eis. | Repouso eterno dá-lhes, Senhor, e que a luz perpétua os ilumine. Tu és digno de hinos, ó Deus, em Sião, e a ti rendemos homenagens em Jerusalém: Ouve a minha oração, diante de Ti toda carne comparecerá. Repouso eterno dá-lhes, Senhor, E que a luz perpétua os ilumine. |
| Kyrie             | Kyrie eleison Christe eleison Kyrie eleison | Senhor, tende piedade. Cristo, tende piedade. Senhor, tende piedade. |

### Sequentia
| Movimento     | Letra | Tradução |
| ------------- | --- | --- |
| Dies Irae     | Dies iræ, dies illa, Solvet sæclum in favilla; Teste David cum Sibylla. Quantus tremor est futurus, Quando judex est venturus, Cuncta stricte discussurus! | Dias de ira, nestes dias, dissolverão os séculos em cinzas assim testificam Davi e Sibila. Quanto temor haverá então, Quando o Juiz vier, Para julgar com rigor todas as coisas! |
| Tuba Mirum    | Tuba mirum spargens sonum Per sepulchra regionum, Coget omnes ante thronum. Mors stupebit, et natura, Cum resurget creatura, Judicanti responsura. Liber scriptus proferetur, In quo totum continetur, Unde mundus judicetur. Judex ergo cum sedebit, Quidquid latet, apparebit: Nil inultum remanebit. Quid sum miser tunc dicturus? Quem patronum rogaturus, Cum vix justus sit securus? | A trombeta miraculosa espalha seu som pela região dos sepulcros, para juntar a todos diante do trono. A morte e a natureza se espantarão com as criaturas que ressurgem, para responderem ao juízo. Um livro será trazido, no qual tudo está contido, pelo qual o mundo será julgado. Logo que o juiz se sente, tudo o que está oculto, aparecerá: nada ficará impune. O que eu, miserável, poderei dizer? A que patrono recorrerei, quando apenas o justo estará seguro? |
| Rex tremendae | Rex tremendae majestatis Qui salvandos salvas gratis, Salva me, fons pietatis! | Ó Rei, de tremenda majestade, que salvando, salva grátis, salva-me, ó fonte de piedade! |
| Recordare     | Recordare, Jesu pie, Quod sum causa tuæ viæ: Ne me perdas illa die. Quærens me, sedisti lassus: Redemisti Crucem passus: Tantus labor non sit cassus. Juste judex ultionis, Donum fac remissionis Ante diem rationis. Ingemisco, tamquam reus: Culpa rubet vultus meus: Supplicanti parce, Deus. Qui Mariam absolvisti, Et latronem exaudisti, Mihi quoque spem dedisti. Preces meæ non sunt dignæ: Sed tu bonus fac benigne, Ne perenni cremer igne. Inter oves locum præsta, Et ab hædis me sequestra, Statuens in parte dextra. | Lembra-te, ó Jesus piedoso, que fui a causa de tua peregrinação, não me percas naquele dia. Procurando-me, ficaste exausto redimiste-me morrendo na cruz que tanto trabalho não seja em vão. Juiz de justo castigo dá-me o dom da remissão diante do dia da razão. Choro e gemo como um réu, a culpa enrubesce meu semblante. A este suplicante poupai, ó Deus. Tu, que absolveste Maria e ao ladrão ouviste a mim também deste esperança. Minhas preces não são dignas Sê bondoso e tende misericórdia, que eu não queime no fogo eterno. Dai-me lugar entre as tuas ovelhas e afastai-me dos bodes, que eu me sente à tua direita. |
| Confutatis    | Confutatis maledictis, Flammis acribus addictis: Voca me cum benedictis. Oro supplex et acclinis, Cor contritum quasi cinis: Gere curam mei finis. | Condenados os malditos e lançados às chamas devoradoras, chama-me junto aos benditos Oro, suplicante e prostrado, o coração contrito, quase em cinzas toma conta do meu fim. |
| Lacrimosa     | Lacrimosa, dies illa, Qua resurget ex favilla. Judicandus homo reus: Huic ergo parce, Deus. Pie Jesu Domine, Dona eis requiem. Amen. | Dias de lágrimas, naqueles dias, No qual, ressurgirá das cinzas, Um homem para ser julgado; Portanto, poupe-o, ó Deus. Ó, misericordioso, Senhor Jesus, Repouso eterno dá-lhes. Amém. |

### Offertorium
| Movimento           | Letra | |
| ------------------- | --- | --- |
| Domine Jesu Christe | Domine Jesu Christe, Rex gloriae, libera animas omnium fidelium defunctorum de poenis inferni et de profundo lacu: libera eas de ore leonis, ne absorbeat eas tartarus, ne cadant in obscurum. Sed signifer sanctus Michael repraesentet eas in lucem sanctam: quam olim Abrahae promisiti et semini ejus. | Senhor Jesus Cristo, Rei da glória, liberta as almas de todos que morreram fiéis das penas do inferno, e do lago profundo: libertai-as da boca do leão, que não sejam absorvidas no inferno, nem caiam na escuridão. Mas que o arcanjo Miguel os conduza à luz santa: Conforme prometeste a Abraão e sua descendência. |
| Hostias             | Hostias et preces tibi, Domine, laudis offerimus: tu suscipe pro animabus illus, quarum hodie memoriam facimus: faceas, Domine, de morte transire ad vitam, quam olim Abrahae promisisti et semini ejus.                                                                                                   | Sacrifícios e preces a Ti, Senhor, oferecemos com louvores: Recebe-os em favor daquelas almas, às quais hoje memória rendemos: fazei-as, Senhor, da morte transcenderem à vida, conforme prometeste a Abraão e sua descendência                                                                                        |

### Sanctus
| Movimento  | Letra | Tradução |
| ---------- | --- | --- |
| Sanctus    | Sanctus, Sanctus, Sanctus, Dominus Deus Sabaoth. Pleni sunt coeli et terra gloria tua Hosanna in excelsis. | Santo, Santo, Santo Senhor Deus dos Exércitos. Cheios estão os céus e a terra da Tua glória Hosana nas alturas. |
| Benedictus | Benedictus qui venit in nomine Domini. Hosanna in excelsis.                                                | Bendito o que vem em nome do Senhor Hosana nas alturas.                                                         |

### Agnus Dei & Communio
| Movimento                  | Letra | Tradução |
| -------------------------- | --- | --- |
| Agnus Dei                  | Agnus Dei, qui tollis peccata mundi, dona eis requiem sempiternam.                                                                         | Cordeiro de Deus, que tira os pecados do mundo, dai-lhes o repouso eterno.                                                                               |
| Communio: Lux aeterna      | Lux aeterna luceat eis, Domine: Cum Sanctus tuis in aeternum: quia pius es. Requiem aeternam dona eis, Domine: et lux perpetua luceat eis. | Que a luz eterna os ilumine, Senhor: Com os teus santos na eternidade: pois és piedoso. Repouso eterno dá-lhes, Senhor: e que a luz perpétua os ilumine. |
| Communio: Cum Sanctis tuis | Cum Sanctis tuis in aeternum: quia pius es.                                                                                                | Com os vossos santos pela eternidade: pois piedoso és.                                                                                                   |

## Versões Modernas
Para a primeira execução do Réquiem no Rio de Janeiro, Sigismund von Neukomm compôs um Libera me, utilizando trechos de movimentos anteriores com o objetivo de completar liturgicamente a obra. De maneira semelhante, Ignaz von Seyfried compôs seu próprio Libera me para a performance do Réquiem no funeral de Ludwig van Beethoven.
Na década de 1960, um rascunho de uma fuga Amém foi descoberto, o que levou musicólogos como Robert Levin e Richard Maunder a sugerirem que a peça teria sido concebida para concluir a Sequentia após o Lacrimosa. Todavia, H. C. Robbins Landon argumentou que essa fuga poderia pertencer ao Kyrie (K. 341). Pesquisas posteriores conduzidas por Alan Tyson analisaram o tipo de papel utilizado e concluíram que se tratava de um papel de tipo II, que Mozart só passou a empregar em setembro de 1771, não sendo, portanto, do Kyrie (K. 341). Além disso, a fuga apresenta a inversão do tema principal do Réquiem, e segue um padrão estrutural coerente com o restante da obra: todas as grandes seções (Intoitus, Sequentia, Offertorium, Sanctus e Agnus Dei), com exceção da Sequentia, terminam em fugas. Esse aspecto reforça a ideia de que a fuga Amém poderia fornecer um desfecho mais elaborado à seção, ao contrário da conclusão simples adotada por Süßmayr, que encerrou a Sequentia com um Amém de apenas dois compassos.
As tentativas modernas de complementar o Réquiem adotam abordagens variadas. Pesquisadores como Marguerre, Flothuis, Beyer e Abigaña fazem poucas modificações, preservando grande parte da versão de Süßmayr. Já estudiosos como Maunder, Druce, Levin, Simon Andrews, Clemens Kemme, Letho Kostoglou, Benjamin Cohrs, Timothy Jones, Michael Ostrzyga e Pierre-Henri Dutron propõem modificações mais substanciais. Outros, como H. C. Robbins Landon e Masato Susuki, buscam um equilíbrio entre Süßmayr e Eybler,  incluindo passagens que Eybler escreveu, mas que não foram incorporadas na versão final de Süßmayr. 
Algumas versões substituem integralmente seções da obra. Hans-Josef Irmen, Knud Vad e R.C. Keitamo utilizam paródias de outras composições de Mozart para substituir o Sanctus, Benedictus e Agnus Dei. Em uma abordagem mais experimental, Michael Finnissy e Gregory Spears exploram estilos posteriores ao Classicismo em suas complementações dessas mesmas seções, incluindo a Lux Aetherna.